# Segelfluggelände Am Kreuzberg

i7
i11
i13
Das Segelfluggelände Am Kreuzberg liegt im Gebiet des Marktes Saal an der Saale im Landkreis Rhön-Grabfeld in Bayern, etwa 1,5 km südöstlich von Saal an der Saale.

## Flugbetrieb
Das Segelfluggelände ist mit einer 630 m langen und 30 m breiten Start- und Landebahn aus Gras (Richtung 12/30) ausgestattet. Es besitzt eine Betriebszulassung für Segelflugzeuge, Motorsegler, Ultraleichtflugzeuge sowie für Flugzeuge bis 2000 kg höchstzulässiger Flugmasse für Flüge zum Schleppen von Segelflugzeugen oder Motorseglern. Der Start von Segelflugzeugen erfolgt per Flugzeugschlepp oder Windenstart. Der Halter und Betreiber des Segelfluggeländes ist der Flugsportverein Grabfeld e. V. Der Verein wurde am 3. Januar 1970 gegründet.